# Rußgrauer Täubling
Der Rußgraue Täubling (Russula consobrina) ist ein Blätterpilz aus der Familie der Täublingsverwandten (Russulaceae). Der mittelgroße Täubling hat einen rußgrauen bis schmutzig dunkelolivbraunen oder -grauen, feucht sehr schmierigen Hut, weißliche Lamellen und ein cremefarbenes Sporenpulver. Der scharf schmeckende und daher ungenießbare Pilz riecht fruchtig oder unauffällig. Sein Fleisch verfärbt sich mit Formol rot. Die Sporen haben strichförmige Verbindungen zwischen den niedrigen Warzen, die so ein fast vollständiges Netz bilden. Der Mykorrhizapilz erscheint meist zwischen Juli und September fast ausschließlich in Gebirgsnadelwäldern über Silikatgestein. Seine wichtigsten Begleiter sind Fichten und Kiefern. In den süddeutschen Gebirgen und den Alpen kommt er zerstreut vor, anderswo ist er sehr selten oder fehlt ganz.

## Merkmale

### Makroskopische Merkmale
Der Hut hat einen Durchmesser von 5–10 (12) cm. Er ist jung halbkugelig, später gewölbt bis abgeflacht und in der Mitte niedergedrückt oder breit genabelt. Die Oberfläche ist fein radialaderig bis schwach höckerig und im trockenen Zustand seidigglänzend. Bei Feuchtigkeit wird sie glänzend und schmierig. Die Färbung reicht von dunkelgrau oder olivbraun über umberoliv bis blass rußig. Der Rand ist heller getönt und glatt. Nach Krieglsteiner et al. soll er stark und breit gerieft oder gerippt sein. Die Huthaut ist bis zur Hälfte abziehbar. Insgesamt ist der Hut recht fleischig, doch leicht zerbrechlich.
Die Lamellen sind erst weiß und danach cremefarben mit einem schmutzig graulichem Ton. Sie stehen recht gedrängt, sind dünn und stehen im Längsschnitt 4–8 mm vom Hutfleisch ab. Außerdem sind sie oft gegabelt und am Stiel angeheftet. Ihre glatte Schneide ist ockergelb gefärbt und das Sporenpulver ist cremefarben (IIb-c nach Romagnesi).
Der zylindrische bis spindelig wurzelnde Stiel ist zunächst weiß, verfärbt sich später jedoch grau und schließlich bräunlichgrau. Er misst 4–8 (13) × 1–2,5 (3) cm, die Oberfläche ist fein längsaderig. Die Stielbasis kann sich bisweilen rosa verfärben. Diese Verfärbung beobachtet man nicht bei durchfeuchteten Exemplaren. Das Stielinnere ist anfangs voll und besitzt eine schwammige, aber feste Konsistenz; später ist es auch gekammert-hohl. Das relativ dicke und feste Fleisch ist mehr oder weniger weiß, unter der Huthaut jedoch grau. Es schmeckt sehr scharf. Sein obstiger Geruch erinnert an den Kirschroten Spei-Täubling (R. emetica). Der Täubling kann aber auch ganz unauffällig riechen. Mit Eisensulfat verfärbt sich das Hutfleisch schmutzig graurosa, mit Guajak blaugrün, während es Phenol weinbraun und  Formol rot verfärbt.

### Mikroskopische Merkmale
Die rundlichen bis elliptischen Sporen messen 7,5–10,5 × 6,5–9,5 µm. Der Q-Wert (Quotient aus Sporenlänge und -breite) ist 1,1–1,2. Das 0,4–0,8 µm hohe Sporenornament besteht aus zahlreichen, teilweise verlängerten Warzen, die über strichförmige Verbindungen zu einem fast vollständigen Netz miteinander verbunden sind.
Die viersporigen, keuligen Basidien messen 47–52 × 10–12 µm. Die zahlreichen Hymenialzystiden färben sich in Sulfobenzaldehyd grauschwarz und in Sulfovanillin blau an. Die Cheilozystiden sind spindelig, seltener zylindrisch oder pfriemförmig und tragen an ihrer Spitze oft ein Anhängsel, die größeren Pleurozystiden sind ähnlich. Sie messen 50–110 × 8–12 µm, während die Cheilozystiden 50–80 µm lang und 8–11 µm breit werden.
Die Hutdeckschicht besteht aus zylindrischen bis unregelmäßig geformten, ein- bis zweifach septierten Haaren, die 3–6 µm breit sind  und in der Epicutis mehr oder weniger aufrecht stehen. Dazwischen findet man mehr oder weniger zylindrische und an der Spitze bisweilen eingeschnürte Pileozystiden. Diese sind etwa 5–8 (12) µm breit und färben sich in Sulfobenzaldehyd schwach grauschwarz an. An den Septen können sie auch ampullenförmige erweitert sein.

## Artabgrenzung
Am gleichen Standort, in bodensauren Nadelwäldern, kommen auch der Rauchbraune Schwärz-Täubling (Russula adusta) und der Dichtblättrige Schwärz-Täubling (Russula densifolia) vor. Die beiden ähnlichen Schwärztäublinge haben ebenfalls  grauendes und rötendes Fleisch. Ihr Hut ist jedoch in der Jugend weiß oder weißlich und ihr Fleisch verfärbt sich nach längerem Liegen stets schwarz. Außerdem sind ihre Sporen deutlich kleiner. Eine ähnliche Hutfarbe wie die hier beschriebene Art hat auch der ebenfalls scharf schmeckende Camembert-Täubling (Russula amoenolens). Er wächst meist bei Eichen und sein Fleisch graut oder rötet nie. Außerdem besitzt er einen unangenehmen, für die Pectinata-Gruppe typischen gummi- bis maggiähnlichen Geruch. Bei keinem dieser drei Täublinge verfärbt sich das Fleisch mit Formol rot.

## Ökologie
Der Rußgraue Täubling ist in Fichten-Tannen- und Fichtenwäldern zu finden. Dort besiedelt er frische bis stark feuchte, sauer-humose, teils podsolierte Braunerden, die arm an Nährstoffen und Basen sind. Diese sind über kristallinem Ausgangsgestein ausgebildet. Der Pilz bevorzugt zudem montane Lagen.
Der Rußgraue Täubling ist ein Mykorrhiza-Pilz, der vor allem mit Fichten und Kiefern in Symbiose lebt. Die Fruchtkörper erscheinen zwischen Juli und Oktober.

## Verbreitung

Europäische Länder mit Fundnachweisen des Rußgrauen Täublings.
Legende:
Länder mit Fundmeldungen
Länder ohne Nachweise
keine Daten
außereuropäische Länder

Der Rußgraue Täubling ist in der Holarktis in Nordamerika (Kanada, USA), Europa und Nordasien (Kaukasus, Russland) verbreitet. In Europa ist er vor allem in Nord-, Nordost- und Osteuropas verbreitet und teilweise häufig. Seltener ist er dagegen in den höheren Lagen der Mittel- und Hochgebirge Mittel- und Südosteuropas anzutreffen. Das Hauptverbreitungsgebiet reicht von Fennoskandinavien bis südwärts nach Litauen und das ehemalige Ostpreußen sowie ostwärts nach Zentralrussland. Weiterhin ist er in den Alpen und Karpaten sowie in den Hochlagen der Vogesen, des Schwarzwaldes, des Bayerischen und Böhmerwaldes, der Sudeten und der Hohen Tatra anzutreffen.
Die Rote Liste der Großpilze Deutschlands listet die Art als vom Aussterben bedroht (Gefährdungskategorie 1).

## Systematik
Die infragenerische Einordnung des Rußgrauen Täublings ist nicht einfach. Von Bon wird er in die Untersektion Felleinae gestellt, die unterhalb der Sektion Russula steht. Bei Sarnari steht er in einer eigenen Untersektion Consobrinae. R-DNA-Analysen zeigen, dass die Art mit den Vertretern der Untersektion Exalbicantinae nahe verwandt ist.

## Bedeutung
Der Rußgraue Täubling ist aufgrund seines stark scharfen Geschmackes ungenießbar.